# Château de Saulxures
Le château de Saulxures , dit Versailles vosgien ou le petit Versailles, construit sous le Second Empire de 1854 à 1861 sur les plans de l'architecte Charles Perron, est situé rue de la Gare, à Saulxures-sur-Moselotte dans les Vosges.
Sa construction a été commandée par Élisabeth Géhin, née Mathieu, veuve du premier industriel textile de la commune Jean-Thiébaut Géhin, durant l’âge d’or de l'industrie textile et l'expansion industrielle de cette partie des Vosges au XIXe siècle, en hommage à son mari prématurément disparu. Il est aujourd’hui à l’abandon et avait même été menacé de démolition.

## Histoire
L'industrialisation de la vallée de la Moselotte est essentiellement marquée par Jean-Thiébaut Géhin, né en 1796 à Ventron. Il a en effet créé dès 1825, à Saulxures-sur-Moselotte, la première filature mécanique à moteur hydraulique de l'arrondissement de Remiremont avant de disparaître prématurément à 46 ans, après avoir été maire et conseiller général du canton durant ses douze dernières années.
La construction du château par sa veuve, Élizabeth Géhin, et le fait qu'elle ait dépensé pour cet ouvrage près de 2 000 000 de francs alors qu'en 1861, ses deux filatures avaient une valeur de 1 150 000 F et les deux tissages une valeur de 501 000 F constitue un témoignage de cette époque prospère du textile.
Jean Thiébaut Géhin était en effet considéré comme l'un des industriels ayant le plus contribué en France, par la beauté de la toile qu'il faisait fabriquer, à établir la réputation des calicots des Vosges.
Malheureusement, ce "Versailles vosgien", à l'abandon depuis 1972, tombe aujourd'hui en ruine. Mais la structure en pierre, toujours en place, grâce à la protection de cet ensemble au titre des monuments historiques, pourra permettre dans l'avenir une reconstitution des parties habitables intérieures et des charpentes à l'identique.

## Architecture
Comme le rappelle l’association Les Amis du château de Saulxures-sur-Moselotte,, « Les dimensions, l’architecture et la décoration sont de grande qualité : parquet en marqueterie, larges cheminées en marbre de Carrare, escaliers somptueux, plafonds peints par Félix Haffner, sculptures multiples, tapisseries monumentales, rien n’avait été trop beau pour la construction de cet édifice de style Louis XV, réalisé par les plus grands artistes de l'époque.
C’est la maison Jeanselme Père et Fils, fournisseur du mobilier de la Couronne Louis-Philippe Ier et Napoléon III qui avait meublé le château.
Les grilles, œuvres de Desforges, Brochon et des frères Festugières étaient les copies de celles de la place Stanislas à Nancy. Mieux, elles s’ouvraient sur un perron flanqué de quatre splendides atlantes et cariatides de l’avant corps central, immortalisant les quatre saisons, œuvres du sculpteur Georges Clère, un des décorateurs du nouveau Louvre de Napoléon III, ».
En outre, les prototypes des cariatides en plâtre sont conservés au Louvre alors que les originaux n’ont pas été préservés.
À l'origine, deux grandes verrières reliaient le bâtiment principal aux deux dépendances.
Les façades, toitures et dépendances du château sont inscrites en tant que monuments historiques, par arrêté du 21 décembre 1984

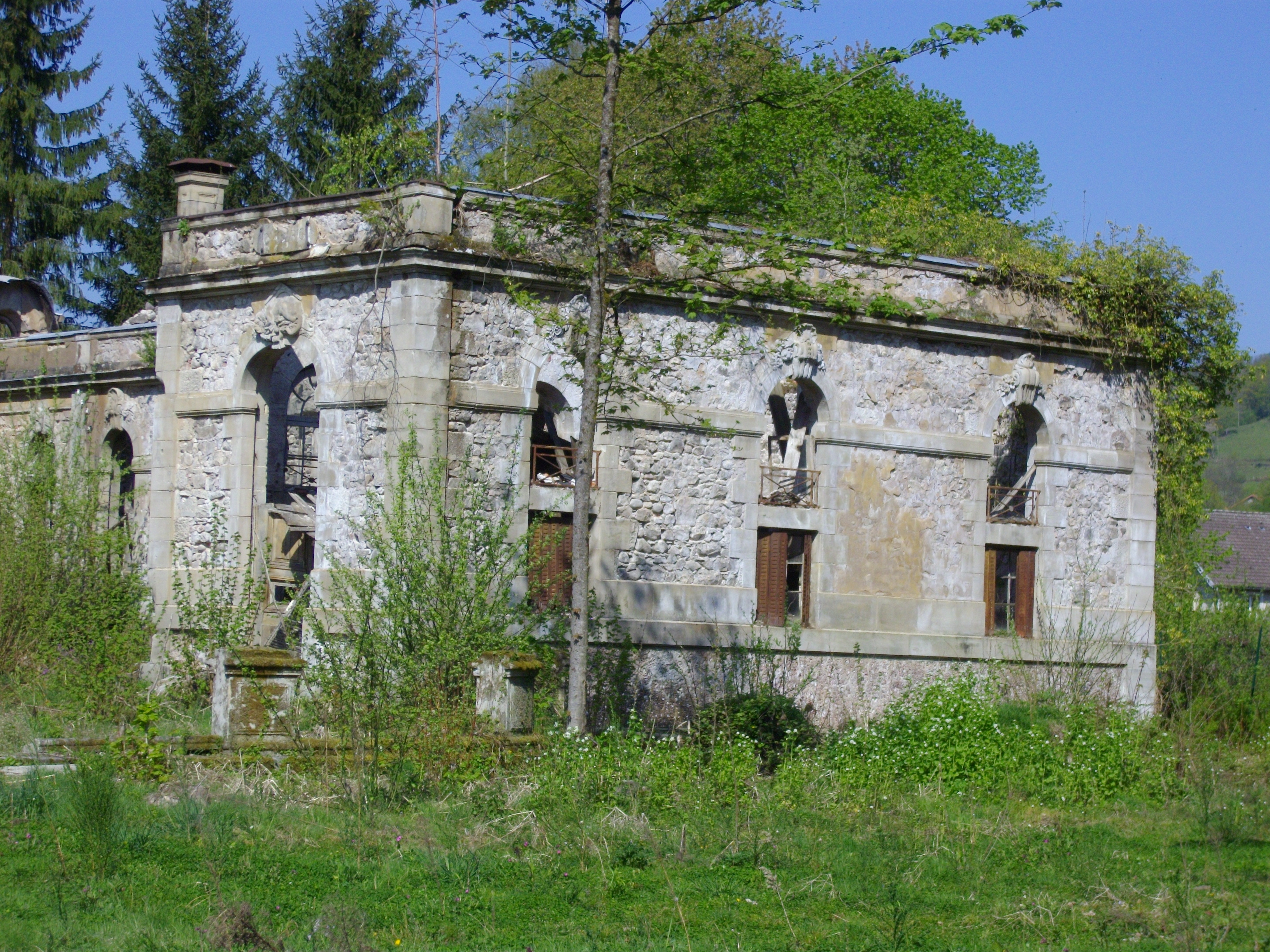
Dépendances sud du château
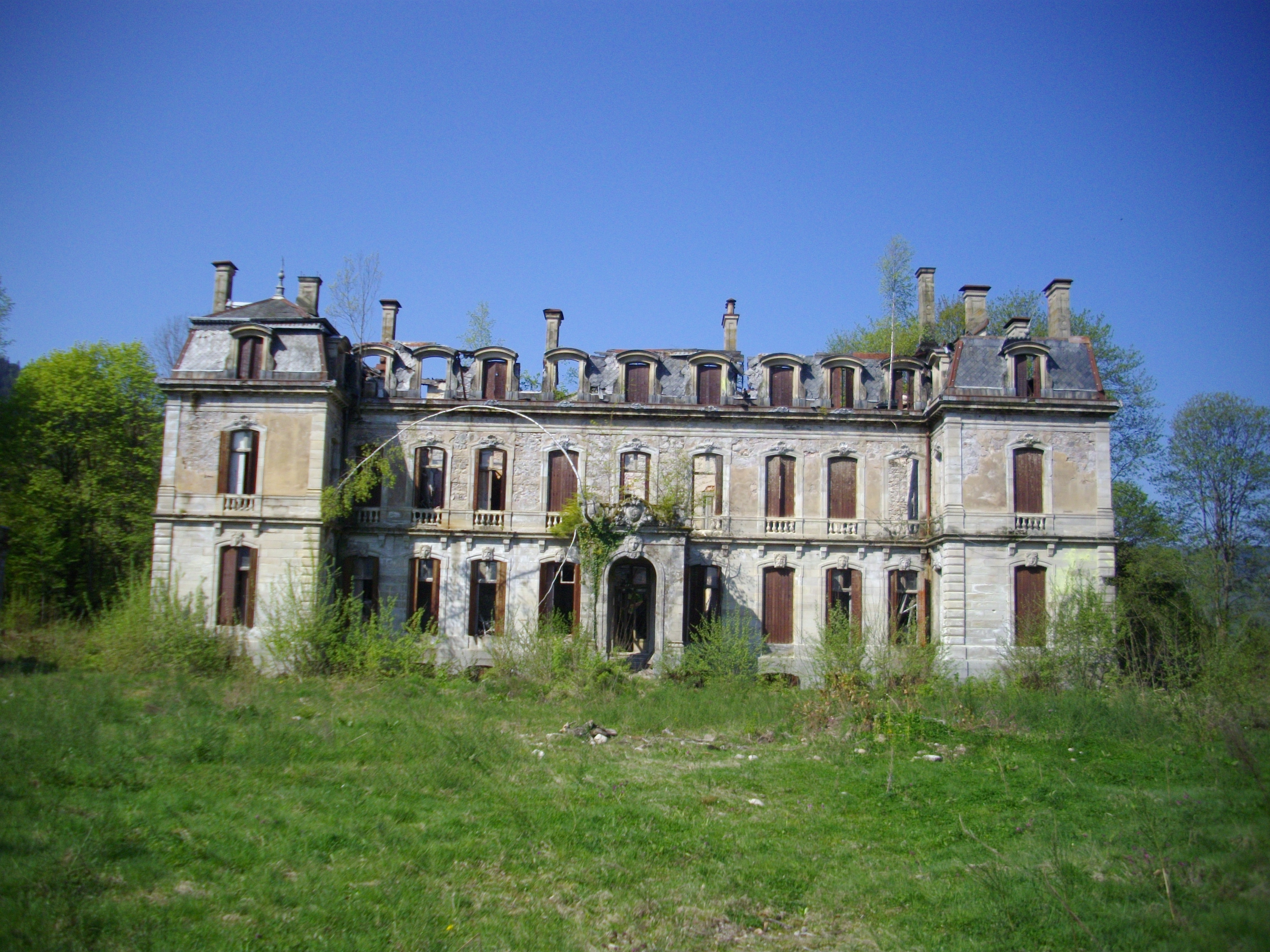
Façade principale du château
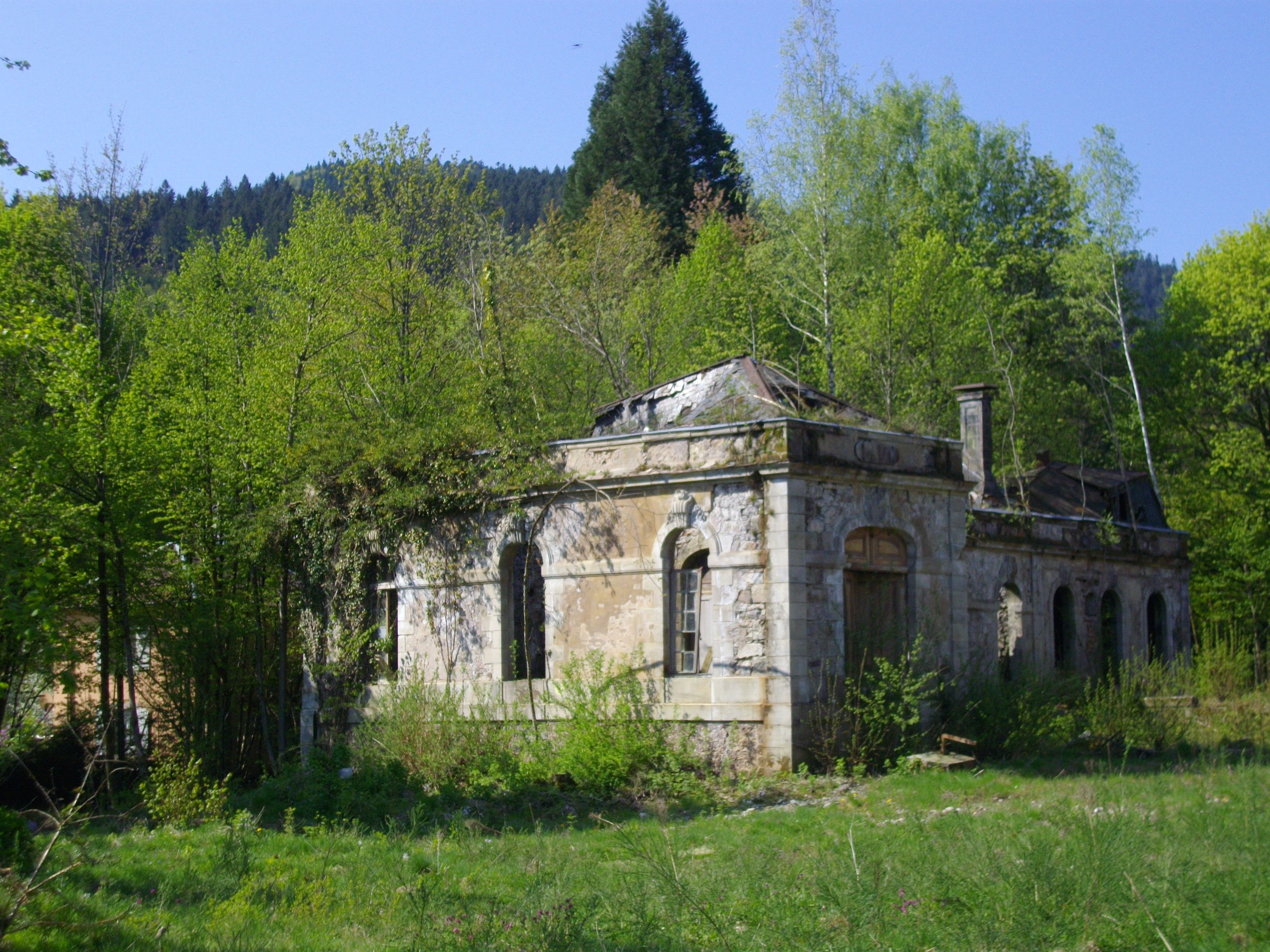
Dépendances nord du château

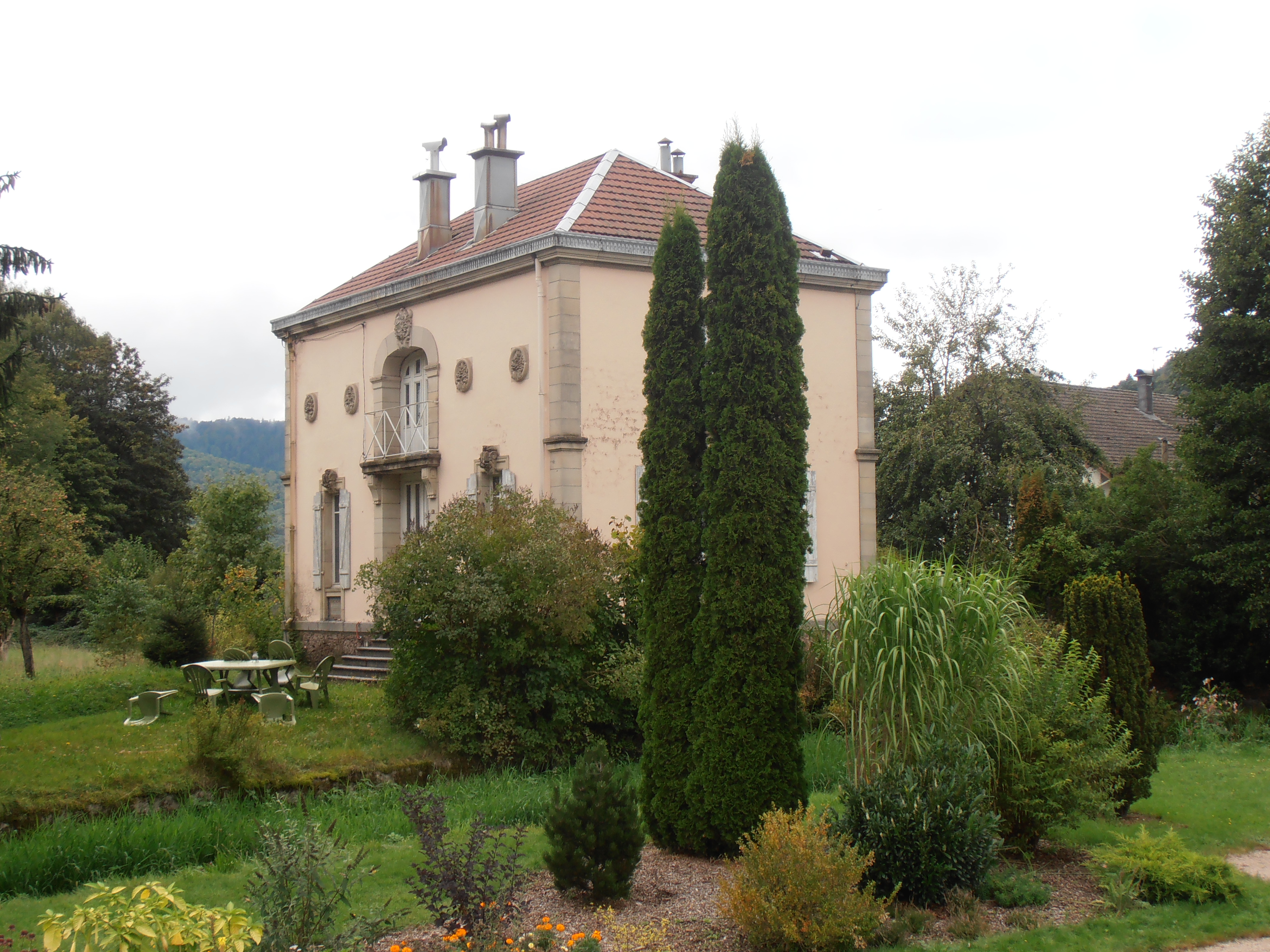
Annexe nord bien conservée
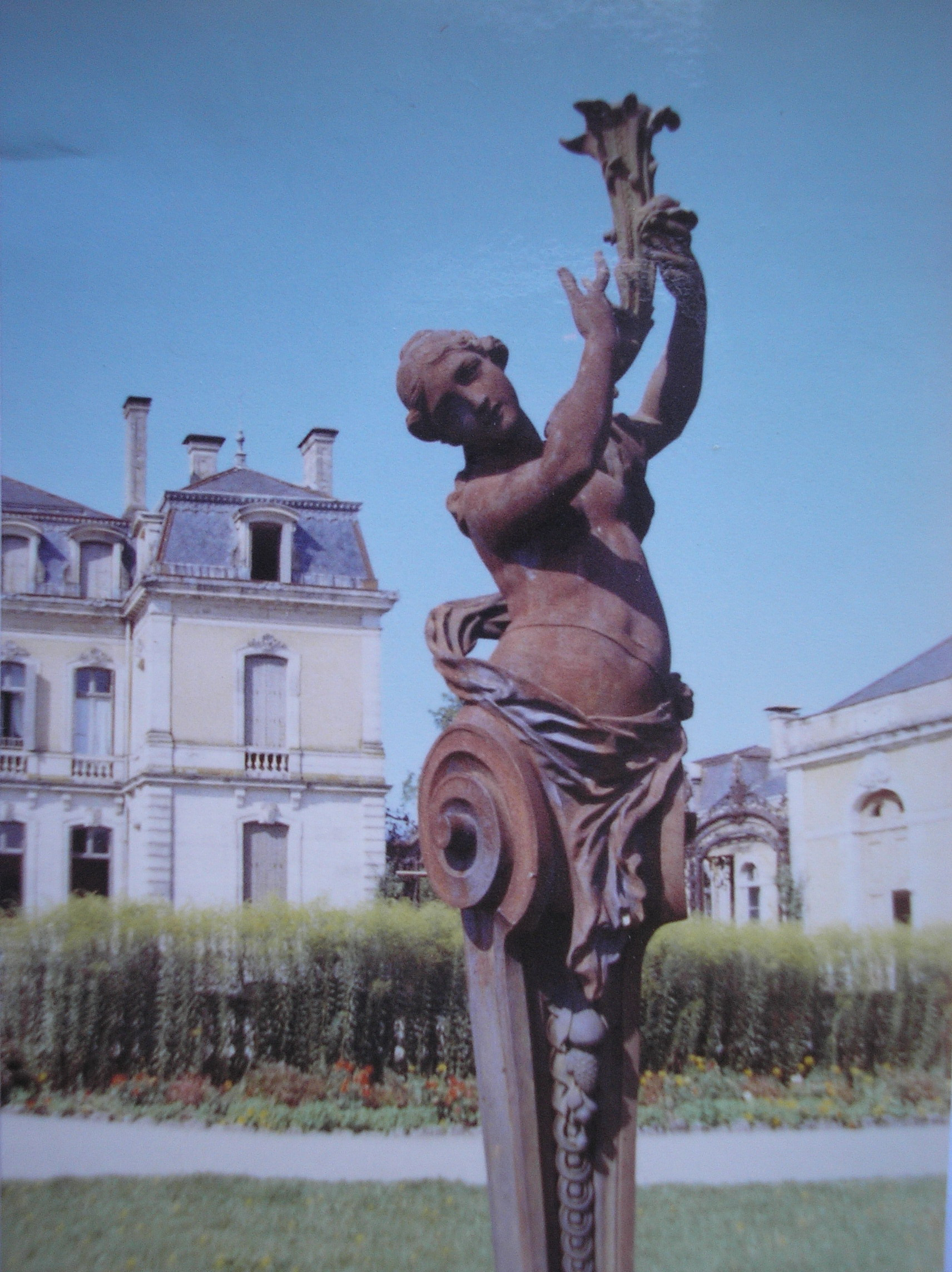
Statue devant le château

## Les personnages célèbres qui ont séjourné ou ont été accueillis au château
De nombreuses personnes se mobilisent en faveur du sauvetage du château, certains ont rappelé l'histoire du château et l'histoire des filatures dans la vallée, d'autres insistent sur les personnages célèbres qui ont séjourné au château :
- le politicien Adolphe Thiers, deuxième président de la République française,
- Gabriel Pierné, compositeur de musique, organiste et chef d'orchestre français,
- Lise Deharme, romancière et poétesse française et l’une des muses du surréalisme.

Au cours de l’occupation allemande, le château a été épargné et durant les combats de la libération en 1944, une grande partie de la population du village a trouvé protection dans les caves.
Puis ce fut l’Armée française et le PC de la 3e DIA qui reçut la visite du général de Lattre de Tassigny et du général de Gaulle.
Le château a été habité jusqu'en 1972.

## Les projets de restauration-réutilisation
À défaut de consentement du propriétaire, une "instance de classement" d'une durée limitée à un an pour la réalisation des travaux de sauvegarde au titre des monuments historiques, avait été notifiée en date du 26 décembre 1983 mais n'avait pas eu de suite. Plusieurs projets de reprise et de réutilisation avaient en effet été envisagés, mais aucun n'a abouti, notamment celui du transfert de la Maison familiale de la commune, du fait qu'à l'époque les collectivités territoriales ne pouvaient subventionner que des projets de construction et non de réhabilitation.
En effet, à défaut du consentement d'un propriétaire, le classement d'office peut seul être prononcé, sous réserve de l'intervention d'un Décret en Conseil d'État, pris après avis de la Commission nationale des monuments historiques.
Historiquement, et au regard de la qualité architecturale et historique de l’ensemble, une proposition de classement peut être sollicitée par le propriétaire au titre de la loi du 31 décembre 1913, au moins pour le clos et couvert déjà inscrits pour favoriser une restauration respectueuse. La protection des intérieurs, elle, ne devrait raisonnablement pas être incluse pour ne pas contrarier d'éventuels projets de réutilisation susceptibles de donner une nouvelle vie à ce monument.

### La réutilisation: un bon moyen de conservation des édifices
Les conditions de sauvetage du château ont soulevé, comme pour bien des éléments de patrimoine, des débats au niveau des doctrines et techniques de  conservation.
Conserver les éléments du passé n’empêche pas de répondre aux besoins d’aujourd’hui ! Quand on parle de réutilisation, la priorité revient souvent à l’usage : la conception et le traitement des espaces d’un bâtiment doivent assurer la qualité et le confort de leur destination, ceci en parfaite cohérence avec les fonctions qui s’y exercent, les activités qui s’y déroulent et les services qui y sont dispensés.
La qualité d’usage intègre ainsi la notion de confort. Un site ouvert au public doit être accessible à tous les usagers, petits ou grands, valides ou handicapés. Instaurer le confort d’usage dans un édifice à vocation culturelle, c’est permettre à chacun de le comprendre, de s’y repérer, de le parcourir sans gêne, sans risque et… tout simplement de se l’approprier. C’est pourquoi le propriétaire doit veiller à ce que les espaces favorisent et permettent en même temps une certaine intimité des utilisateurs / usagers. Ceci concerne notamment : le confort acoustique, en chaque endroit, que ce soit les espaces les plus nobles, les parties communes (espaces naturels...).
La discussion doit être ouverte à savoir si un monument doit faire l’objet d’une restauration complète, partielle ou seulement d’une consolidation archéologique qui le gèle dans son dernier état. Mais lui trouver une nouvelle destination commande aussi de satisfaire ses besoins en respectant son caractère, son histoire et son architecture.
On ne traite pas de la même manière un château en ruine où il manque tant d’éléments à restituer et un château, un manoir, une maison, une église auxquels il manque planchers et toitures. Bruno Foucart, président des 13e « Entretiens du patrimoine » qui se sont tenus pour la première fois en province (à Marseille en novembre 2003), avait insisté sur le fait que « L’utilisation ou la réutilisation des bâtiments que nous considérons comme patrimoniaux s’est imposée comme une exigence à la fois économique, culturelle et sociale. Pour cette raison, la stricte conservation ne peut pas exclure la vie et ses compromis : elle nécessite au contraire la mise au temps présent des monuments historiques ».
Mais en préalable, pour ce cas précis du château de Saulxures, juridiquement, pour qu'un projet puisse être mené à bien il faut qu'intervienne une vente amiable, une expropriation pour cause d'utilité publique où la conclusion d'un bail emphytéotique ou emphytéose. L'État ne peut en effet, dans le cadre d'une inscription sur l'inventaire supplémentaire des monuments historique, exiger la réalisation de travaux même de simple sauvegarde.

### Le processus d'étude et demaîtrise d'œuvre
Les façades, toitures et dépendances du château ayant été inscrites sur l’inventaire supplémentaire des monuments historiques par arrêté du 21 décembre 1984, la loi du 31 décembre 1913 sur les monuments historiques définit précisément les modalités de protection et les conditions de réalisation des travaux.
Le diagnostic, les doctrines et techniques de conservation - restauration, les études préalables pour la conservation architecturale, et les études de faisabilité réalisées par des architectes du patrimoine permettant de définir les perspectives de réutilisation, permettront d'assurer à la fois une bonne restauration et des perspectives de réutilisations respectueuses du monument et de son environnement.
Lorsque le propriétaire, l'affectataire, son mandataire ou toute personne justifiant d'un titre l'habilitant à faire réaliser des travaux fait part au préfet de région de son intention de réaliser un projet de travaux sur un immeuble protégé au titre des monuments historiques, le préfet de région (Direction régionale des affaires culturelles) met à sa disposition l'état des connaissances dont il dispose sur le bien en cause et lui indique les contraintes réglementaires, architecturales et techniques que le projet devra respecter.
Le préfet de région lui indique par ailleurs, en fonction de la nature, de l'importance et de la complexité des travaux envisagés, les études scientifiques et techniques qui devront être réalisées préalablement à la détermination du programme d'opération.
Il lui indique en outre les compétences et expériences que devront présenter les architectes candidats à la maîtrise d'œuvre de ces travaux sur les parties protégées au titre des monuments historiques,,.

### Les financements et la fiscalité
Le montant de la participation éventuelle de l’État est déterminé en tenant compte des caractéristiques particulières de cet immeuble, de son état actuel, de la nature des travaux projetés, et enfin des efforts consentis par le propriétaire ou toute autre personne intéressée à la conservation du monument. Les travaux de restauration des parties protégées au titre de la loi du 31 décembre 1913 sur les monuments historiques, restant à la charge du propriétaire, peuvent être compensés par des avantages fiscaux.
Ce type d'intervention recouvre deux types d'opérations :
- une étude préalable de restauration des parties inscrites sur l’inventaire supplémentaire des monuments historiques[25],
- une étude de faisabilité pour le projet de réutilisation et d’aménagement des abords.

Chacune des études constituera le dossier de demande de subvention pour chaque type de travaux (restauration des parties protégées au titre des monuments historiques, travaux liés à la réutilisation de l'édifice).
Des possibilités de subventions des parties protégées au titre des monuments historiques sont possibles (État, Région, Département), et le solde non subventionné est déductible du revenu imposable de la société.
Les travaux de réutilisation sont subventionnés de manière plus larges mais à des taux moins élevés faisant appel à des intervenant très divers selon les projets.
Parallèlement des dispositions ont été prises par les pouvoirs publics pour encourager le mécénat en faveur des monuments historiques. Les collectivités territoriales (Régions, Départements, Communautés de communes, communes) et certaines associations et fondations contribuent aux actions favorisant le mécénat en faveur du patrimoine en général : La Fondation du patrimoine, La Demeure historique, l'association Vieilles maisons françaises, Loto du patrimoine (opération lancée par Stéphane Bern)...

## À l'aube des années 2020
Le château a été abandonné depuis 1972. Les intempéries ont alors fait leur œuvre : les toitures et plafonds se sont écroulés, mais il subsiste la structure en bon état avec son soubassement en blocs de granit énormes, ses parements en grès et ses nombreuses sculptures, mais faute de mise hors d’eau le salpêtre progresse. L’intérieur a par ailleurs été pillé et vandalisé.
Le gros œuvre est encore en bon état avec son soubassement en grès rose des Vosges, ses sculptures, le fronton soutenu par deux étages de colonnes avec un cartouche où l'on peut encore lire « JTG » pour Jean-Hiébaut Géhin, le balcon soutenu par deux atlantes et deux cariatides symbolisant les saisons, œuvres de George Clère qui réalisa des sculptures pour le musée du Louvre.
À l'occasion du 150e anniversaire, les défenseurs du château ont présenté une exposition de documents et de photographies du début de la construction jusqu'à nos jours, ainsi que des cartes postales de la commune il y a cent ans.
Le président de la République Emmanuel Macron a confié à Stéphane Bern une mission sur les monuments en péril visant à "recenser notre patrimoine culturel qui n'est pas en état et réfléchir à des moyens innovants de financer ces restaurations, dans les mois et années qui viennent". Cette mission lui a permis de découvrir le château de Saulxures-sur-Moselotte,,.